# Lübbrechtsen
Lübbrechtsen ist ein eingegliederter Ortsteil des Fleckens Duingen in der Samtgemeinde Leinebergland im niedersächsischen Landkreis Hildesheim. Er ist Mitglied der Region Leinebergland, ein nach dem Leader-Ansatz gegründeter freiwilliger Zusammenschluss verschiedener Städte und Gemeinden in Südniedersachsen.

## Eingemeindungen
Im Zuge der Gebietsreform in Niedersachsen, die am 1. März 1974 stattfand, wurde die zuvor selbständige Gemeinde Lübbrechtsen in die Gemeinde Hoyershausen eingegliedert.
Zum 1. November 2016 fusionierten die Mitgliedsgemeinden der Samtgemeinde Duingen, darunter Hoyershausen, zum neuen Flecken Duingen. Zeitgleich wurde die Samtgemeinde Duingen zur neuen Samtgemeinde Leinebergland fusioniert. Duingen ist dadurch nicht mehr Verwaltungssitz, erhielt aber Außenstellen der neuen Samtgemeinde.

## Politik

### Gemeinderat und Bürgermeister
Lübbrechtsen wird auf kommunaler Ebene vom Gemeinderat des Fleckens Duingen vertreten.

### Wappen
Der Gemeinde wurde das Kommunalwappen am 30. Juli 1938 durch den Oberpräsidenten der Provinz Hannover verliehen. Der Landrat aus Alfeld überreichte es am 12. Mai 1939.
| Wappen von Lübbrechtsen | Blasonierung: „Auf Silber über grünem Dreiberg ein streichender roter Milan (Gabelweihe) mit goldener Bewehrung.“                                                                          |
| Wappen von Lübbrechtsen | Wappenbegründung: In den ortsnahen Waldungen horstet ein unter Naturschutz stehendes Milanpaar (Gabelweihe). Diesen seltenen heimischen Raubvogel der erkor die Gemeinde als Wappensymbol. |

## Kultur und Sehenswürdigkeiten
Im Ort befindet sich eine Kapelle mit Dachreiter. Sie wird aufgrund einer Jahreszahl am Altar auf 1617 datiert und weist im Inneren einige Totenkronen auf.